# Prężność pary wodnej
Prężność pary wodnej (ciśnienie pary wodnej) – ciśnienie cząstkowe wywierane przez parę wodną zawartą w powietrzu, określane w jednostkach ciśnienia – milimetrach słupa rtęci (mm Hg) lub hektopaskalach (hPa).
Do pomiaru prężności pary wodnej służy psychrometr.
Średnie ciśnienie pary wodnej na kuli ziemskiej przyjmuje najniższe wartości w obszarach podbiegunowych, zwłaszcza w zimie (poniżej 1 hPa), a największe w strefie równikowej, do 25-30 hPa.

## Rodzaje prężności pary wodnej
- Prężność aktualna ({\displaystyle e}) – prężność obserwowana w danym miejscu oraz w danej chwili.
- Prężność maksymalna (nasycająca, {\displaystyle E}) – najwyższa wartość ciśnienia, jaka może wystąpić w danej temperaturze, odpowiada ciśnieniu pary nasyconej w tej temperaturze. Rośnie ona z temperaturą. Osiągnięcie ciśnienia nasycającego jest warunkiem rozpoczęcia się procesu kondensacji (skraplania). Stan taki może być osiągnięty na skutek:
  - parowania
  - obniżenia temperatury